# Ancín
Ancín (cooficialmente en euskera: Antzin) es un municipio español de la Comunidad Foral de Navarra, situado en la merindad de Estella, en la comarca de Estella Occidental y a 60 km de la capital de la comunidad, Pamplona. El municipio está formado por los concejos de Ancín y Mendilibarri. Su población en 2024 fue de 346 habitantes (INE).
Inicialmente adscrita a la zona no vascófona por la Ley Foral 18/1986, en junio de 2017 el Parlamento navarro aprobó el paso de Ancín a la Zona mixta de Navarra mediante la Ley foral 9/2017.

## Demografía
Ancín cuenta con una población de 346 habitantes (INE 2024).
| Gráfica de evolución demográfica de Ancín entre 1842 y 2021 |
| |
| Población de derecho según los censos de población del INE Población de hecho según los censos de población del INEEn estos censos se denominaba Ancín: 1842, 1857, 1860, 1877, 1887, 1897, 1900, 1910, 1920, 1930, 1940, 1950, 1960, 1970, 1981, 1991 y 2001 Entre el censo de 1857 y el anterior, crece el término del municipio porque incorpora a 315075 (Mendilibarri) |

## Administración y política
| Partido político                         | 2015  | 2015       | 2011  | 2011       | 2007  | 2007       | 2003  | 2003       | 1999 | 1999       | 1995 | 1995       | 1991  | 1991       |
| Partido político                         | %     | Concejales | %     | Concejales | %     | Concejales | %     | Concejales | %    | Concejales | %    | Concejales | %     | Concejales |
| Agrupación Independiente Lazagorri (AIL) | 91,85 | 7          | 81,82 | 7          | —     | —          | —     | —          | —    | —          | —    | —          | —     | —          |
| Candidatura Independiente Iraldea (CII)  | —     | —          | —     | —          | 91,77 | 7          | 95,17 | 7          | —    | —          | —    | —          | —     | —          |
| Grupo Independiente de Ancín (AIDA)      | —     | —          | —     | —          | —     | —          | —     | —          | —    | —          | —    | —          | 92,66 | 7          |

| Periodo   | Nombre                                                    | Partido                                 |
| --------- | --------------------------------------------------------- | --------------------------------------- |
| 1991-1995 | José Antonio Martínez Dallo                               | Agrupación Independiente de Ancín       |
| 1995-1999 | Luis Javier San Félix Dallo                               | Agrupación Independiente de Ancín       |
| 1999-2003 | Jon Iriberri Berrosteguieta / Javier Ibáñez Iriarte       | Agrupación Fuente del Encino-Los Verdes |
| 2003-2007 | Javier Ibáñez Iriarte                                     | Candidatura Independiente Ancín         |
| 2007-2011 | Javier Ibáñez Iriarte / Francisco Javier Lizarraga Mansoa | Agrupación Independiente Iraldea        |
| 2011-2015 | Javier Dallo Díaz de Zerio                                | Agrupación Independiente Lazagorri      |
| 2015-2019 | Javier Dallo Díaz de Zerio / Isaac Corres López           | Agrupación Independiente Lazagorri      |
| 2019-2023 | Isaac Corres López                                        | Agrupación Independiente Lazagorri      |
| 2023-act. | María Lourdes Ibáñez Sanz                                 | Agrupación Independiente Lazagorri      |

## Cultura

### Patrimonio

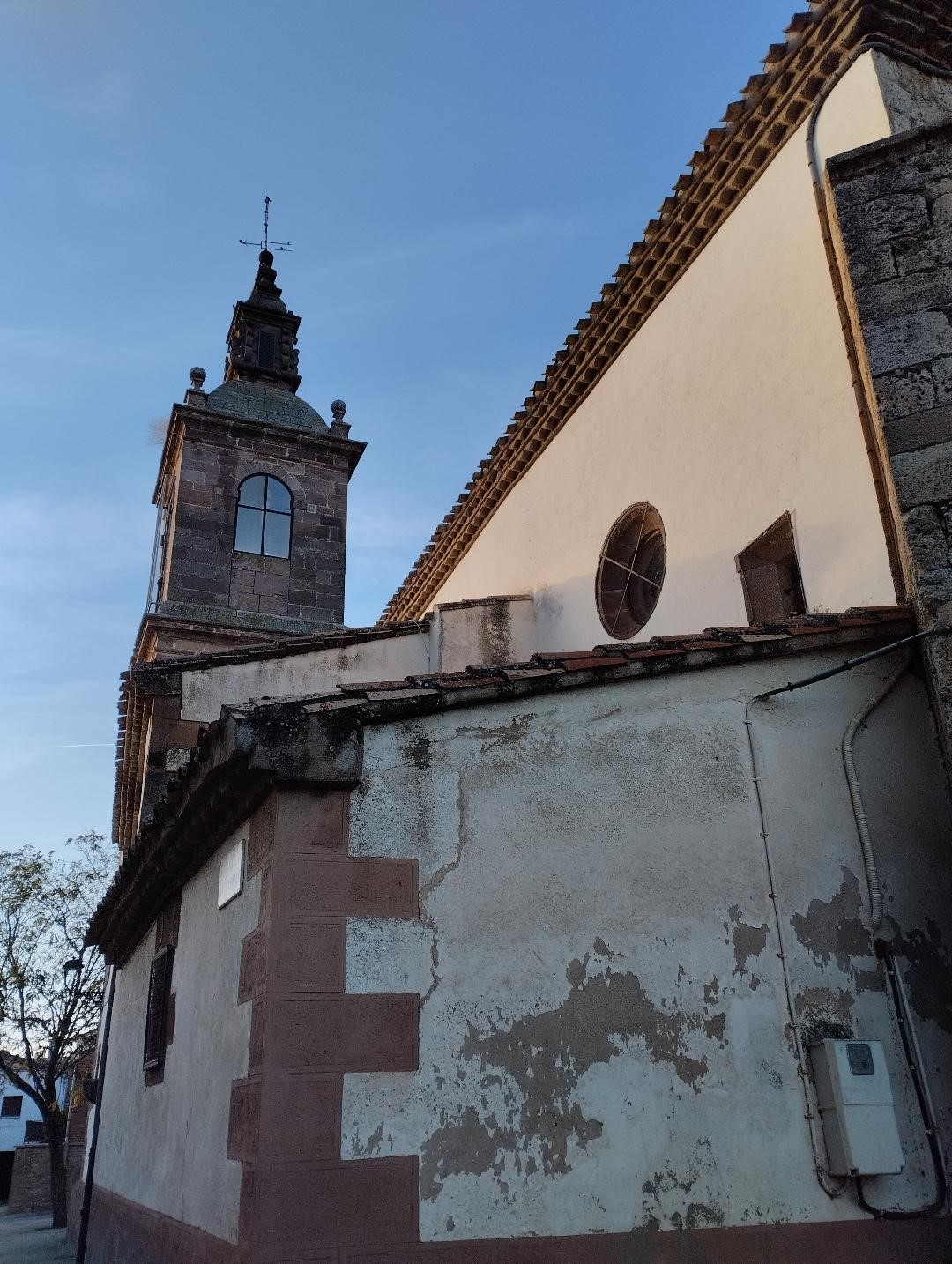
Parroquia de san Fausto

Parroquia de san Fausto. Edificio del siglo XVI de estilo gótico tardío. Es de planta rectangular, tiene una nave que consta de cuatro tramos y la cabecera es recta, esta conserva la cubierta original, consistente en una bóveda gótica estrellada. En el siglo XVIII se llevaron a cabo reformas barrocas en la bóveda de la nave, que es de cañón con lunetos, y se construyó la sacristía. La torre es barroca; las estructuras metálicas colocadas en los vanos de las campanan la desfiguran.
El retablo principal es neogótico; del retablo primitivo romanista se conserva la imagen del patrón, san Fausto, obra de Juan de Troas Menor y una imagen de la Virgen del Rosario atribuida al mismo tallista. Se fechan a finales del siglo XVI.
Ermitas de san Román y de san Cristóbal de Mendilibarri.

### Leyendas
Una de las leyendas de la localidad de Ancín en relación con San Fausto Labrador, es que al pasar por su recorrido del Ega montado en su caballo se topó con esta pequeña localidad estellesa y su bestia tuvo sed, así que el animal decidió golpear el suelo por lo cual magníficamente comenzó a brotar agua del subsuelo creando así la Fuente del Lavadero la cual se encuentra próxima a la iglesia, en la cual se le venera alegre y orgullosamente.
En realidad no es un hecho mágico, ya que en las proximidades de Ancín así como en el pueblo brotan con facilidad manantiales.